# 물라이티부구

물라이티부 구

물라이티부구(싱할라어: මුලතිවු දිස්ත්‍රික්කය, 타밀어: முல்லைத்தீவு மாவட்டம்)는 스리랑카를 구성하는 25개 구 가운데 하나로 행정 중심지는 물라이티부이며 면적은 2,617km2, 인구는 91,947명(2012년 기준)이다. 행정 구역상으로는 북부 주에 속한다.